# Jevgenyij Jurjevics Lukin
 Jevgenyij Jurjevics Lukin   (oroszul: Евгений Юрьевич Лукин) orosz sci-fi-szerző, zeneszerző.

## Élete
Műveit feleségével közösen írja.

## Munkássága

### Könyvei
- Delirium tremens ( (1997)
- Катали мы ваше солнце  (1999)
- Зона справедливости  (1999)
- Когда отступают ангелы (1990)
- Я — твой племянник, Родина! versek
- Петлистые времена (1993)
- Баклужинский ciklus

### Film
- 2006: Отдай мою посадочную ногу! 34 perces rövidfilm, alacsony költségvetéssel.

### Díjai
- 1999 Звёздный мост
- 2002 Aelita-díj
- 2008 Portál-díj
- 2009 Portál-díj

## Fordítás
- Ez a szócikk részben vagy egészben  a(z)   Лукины, Евгений Юрьевич и Любовь Александровна című orosz Wikipédia-szócikk fordításán alapul.  Az eredeti cikk szerkesztőit annak laptörténete sorolja fel. Ez a jelzés csupán a megfogalmazás eredetét és a szerzői jogokat jelzi, nem szolgál a cikkben szereplő információk forrásmegjelöléseként.